# Quartier de la Monnaie (Pau)
Pour les articles homonymes, voir Quartier de la Monnaie.
Le quartier de la Monnaie est l'un des trois quartiers historiques de la ville de Pau, avec Quartier du Hédas et le Borg Vielh, dans le département français des Pyrénées-Atlantiques, en région Nouvelle-Aquitaine.
Situé dans la basse-ville, il tire son nom de l'atelier monétaire installé en 1524 sous la protection du château de Pau, dans la tour liée à la défense de l'entrée sud de la ville. Cette tour abrite, à l'origine, les moulins du roi Gaston III de Foix-Béarn.
Au fond de la place de la Monnaie, coule un canal dérivé de l'Ousse sur lequel sont encore visibles une écluse et un des anciens moulins.
Ce quartier est aujourd'hui le carrefour des routes de Bayonne et des vallées de Nay et d'Ossau.

## Situation
Le quartier est situé dans la ville-basse, en contrebas du quartier du Château et du château de Pau.
Avant la percée de la place Gramont et de la rue Marca, le quartier est le seul moyen d'accès à la ville haute depuis Oloron et les Pyrénées, et depuis Bayonne et Orthez.
Le quartier est bordé par la gare de Pau à l'est, offrant un accès à la ville haute et au boulevard des Pyrénées avec le funiculaire de Pau.
Le quartier est bâti sur d'anciennes saligues et terres pastorales bordant le gave de Pau et le château de Pau.

## Histoire

### Moyen Âge
Au Moyen Âge, à la place du futur quartier de la Monnaie s’étend le Camp Batalher (Champ de Bataille en français), ainsi appelé parce que théâtre des duels, les jugements de Dieu permettant de laver son honneur, où bourgeois et manants règlent alors leurs différends sous les yeux des Seigneurs de Béarn, et où les habitants dansent autour de feux de joie,,.
Cette pratique archaïque perdure tardivement à Pau. Au XIVe siècle et au début du XVe siècle, aucune habitation n'est construite hors de l’enceinte.   
Sous le règne de Gaston Phoebus, le duel permettait d'éviter de nombreux procès.
En 1518, deux duels ont engendré des tensions diplomatiques avec l’Espagne. Des Navarrais puis des Catalans demandent à s’affronter à Pau tels que prévus par les Fors de Béarn, alors que ces pratiques sont interdites en Espagne.
Le pape Léon X et Charles Quint obtiennent l’interdiction du duel en Béarn.
L'actuelle place de la Monnaie permet de rassembler les troupeaux après le franchissement du gave. Ces terres sont consacrées à l’agriculture, constituées principalement de saligues.
Le quartier est aussi le foyer de nombreuses industries et fabriques d'armes (arquebuses et épées),.
L’abattoir du Hédas construit en 1493 occasionnait de fortes nuisances olfactives, et fut ensuite déplacé sur les bords du Gave de Pau, dans le quartier de la Monnaie à partir de 1737.
L’activité industrielle de la ville basse de Pau débute à cette époque, avec l'activité meunière du quartier, symbolisée par l’installation du premier moulin aux pieds du château. La famille Gassion en fait construire un second en 1768 sur l’actuel site de l’hôtel du département.
A la Révolution, les deux moulins sont mis sous séquestre et convertis en biens nationaux, avant d'être vendus à la famille Duplàa.
Henri-Bernard Dabadie voit le jour dans le quartier en 1797.

### Belle Époque
Au début du XIXe siècle, la famille Heïd, venue d’Alsace, s'installe dans la capitale béarnaise, en installant une brasserie, place de la Monnaie. En 1806, l’un de ses aïeux, soldat de l’armée d’Empire, libéré à son retour de la guerre d’Espagne, décide de créer une brasserie béarnaise, baptisée la Cervia Impériale,. La Cervia Impériale est brassée à Pau par la société Théodore Heïd durant plus d’un siècle, jusqu'en 1988.
En 1852, Théodore Heïd achète les moulins de la ville et créé une minoterie, qui reste active jusque dans les années 1990.
L’installation de la minoterie Heïd dans les années 1850 attire d’autres entreprises, et marque le début de l’essor industriel du bas du Quartier, les nombreux canaux du gave de Pau fournissant l'énergie nécessaire aux usines.
Cette zone était auparavant composée uniquement de saligues.

### XXIesiècle
Ce quartier historique de la capitale béarnaise va être profondément modifié dans le cadre d'une opération de renouvellement urbain, afin de modifier la géographie de la  Place de la Monnaie, dont le chantier débutera en 2021. Ce projet d'un coût total de 5,3 M€ sera réalisé entre 2021 et 2023.
Ainsi, la place de la Monnaie sera dotée d’un parvis, destiné à mettre en valeur la en scène la Ville Haute et le Château de Pau, dans l'axe de l’antique Pont de la Monnaie érigé en 1592 sur le Gave de Pau, et dont les piliers sont encore visibles de nos jours en amont du pont du XIV-Juillet.

## Patrimoine

### Tour de la Monnaie

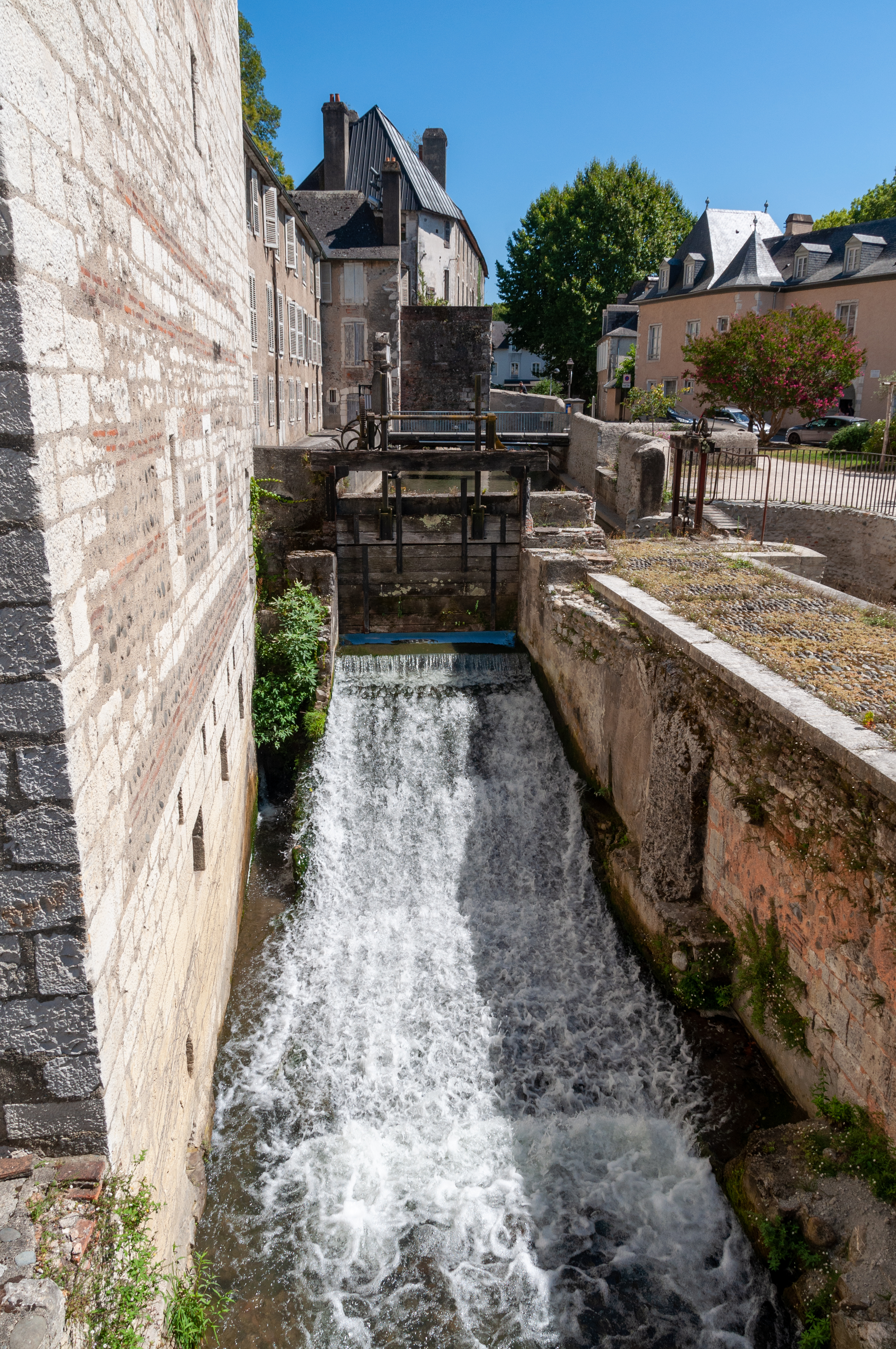
Écluse du canal située devant la tour de la Monnaie.

La tour de la Monnaie constitue une défense avancée pour le château de Pau. Construite par Gaston Fébus en contrebas du château, au sud, elle sert à guetter le gave de "Pau, les Pyrénées et l'Espagne au loin".
La tour s'appelle initialement la tour du Moulin, puisqu'une roue à aubes assure le fonctionnement d'un moulin, alimenté par le petit canal situé à ses pieds.
Henri d’Albret, en 1554, en fait un atelier monétaire qui fonctionne jusqu'en 1778, à la veille de la Révolution française. La monnaie béarnaise est primitivement appelée la vaqueta (voir Mint_of_Navarre_and_Béarn). Les vaches sont un symbole historique figurant sur les monnaies et blasons du Béarn.
L'atelier est équipé d'un système hydraulique sous le règne d'Henri II, roi de Navarre, permettant une production régulière grâce à la frappe au balancier. Ceux-ci sont auparavant situés à Morlaàs.

### Pont de la Monnaie
Aujourd'hui disparu, il est alors une fragile passerelle de bois, dans l'axe de la tour de la Monnaie. Celle-ci, étant régulièrement emportée par des crues, est remplacée, en 1592, par un pont en bois reposant sur des piles en maçonnerie (dont quelques-unes sont encore visibles aujourd'hui).

### Pont du XIV-Juillet

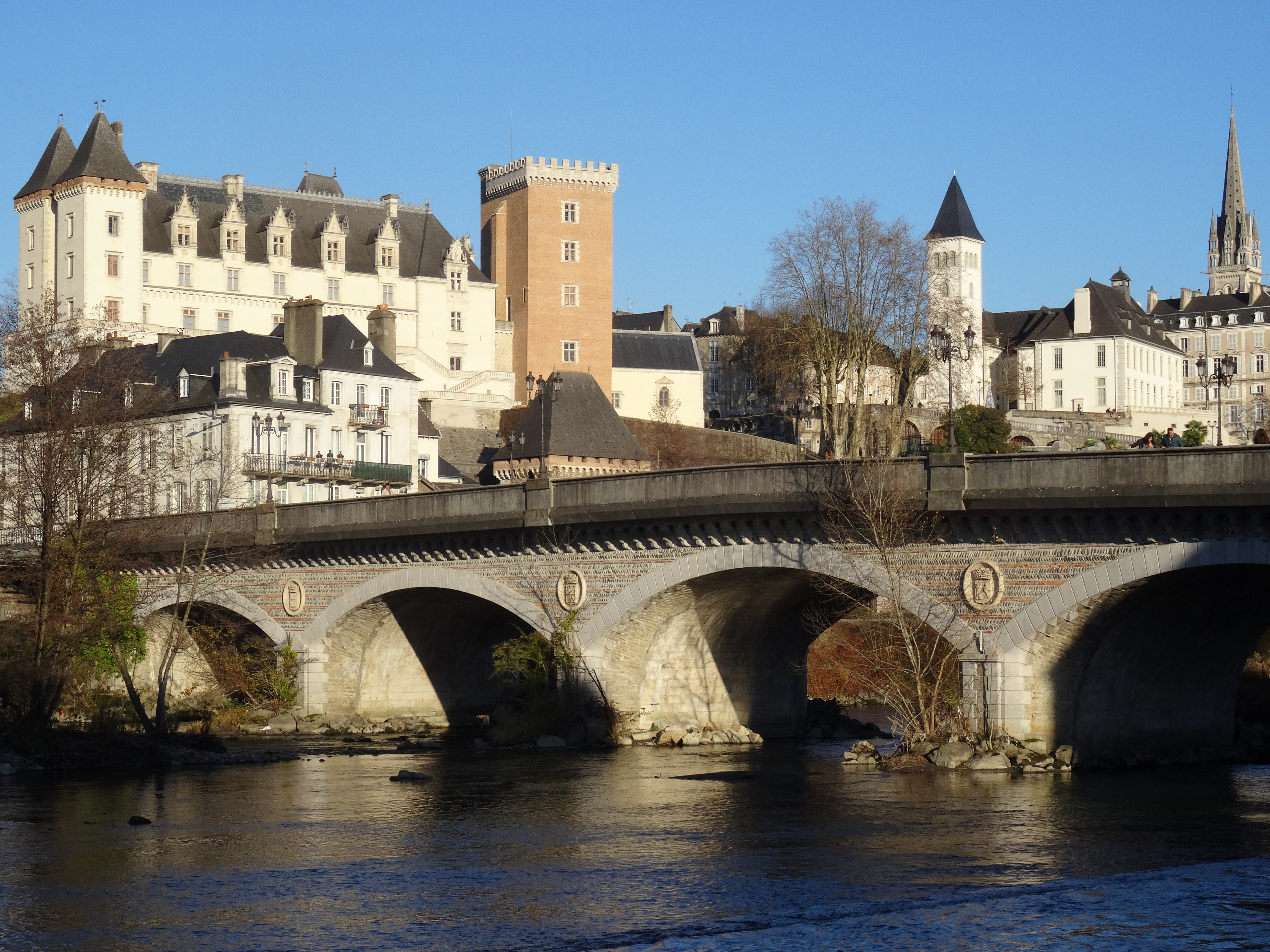
Le pont du XIV-Juillet à Pau, avec au second plan le château de Pau, le Parlement de Navarre et l'église Saint-Martin.

Construit en 1739, il vient remplacer le précédent et est, quant à lui, entièrement maçonné (pierres de taille, briques, galets).
Long de 98 mètres et comprenant sept travées, le pont est d'abord nommé pont Royal, puis renommé en pont du XIV-Juillet à la Révolution.
Le pont du XIV-Juillet est élargi une première fois en 1840, puis en 1872.
Les rambardes, initialement ajourées et en fer forgé, sont encore aujourd'hui, pleines et en pierre.

## Services publics et administratifs
Le quartier abrite le conseil départemental des Pyrénées-Atlantiques, alors que la gare de Pau et le funiculaire de Pau marquent la limite Est du quartier.